# Teresita isaura
Teresita isaura är en fjärilsart som beskrevs av Clarke 1978. Teresita isaura ingår i släktet Teresita och familjen praktmalar, Oecophoridae. Inga underarter finns listade i Catalogue of Life.